# Rüngsdorf
Rüngsdorf ist ein Ortsteil der Bundesstadt Bonn im Stadtbezirk Bad Godesberg. Er liegt unmittelbar am Rhein im Osten des Stadtkerns von Bad Godesberg.

## Geographische Lage

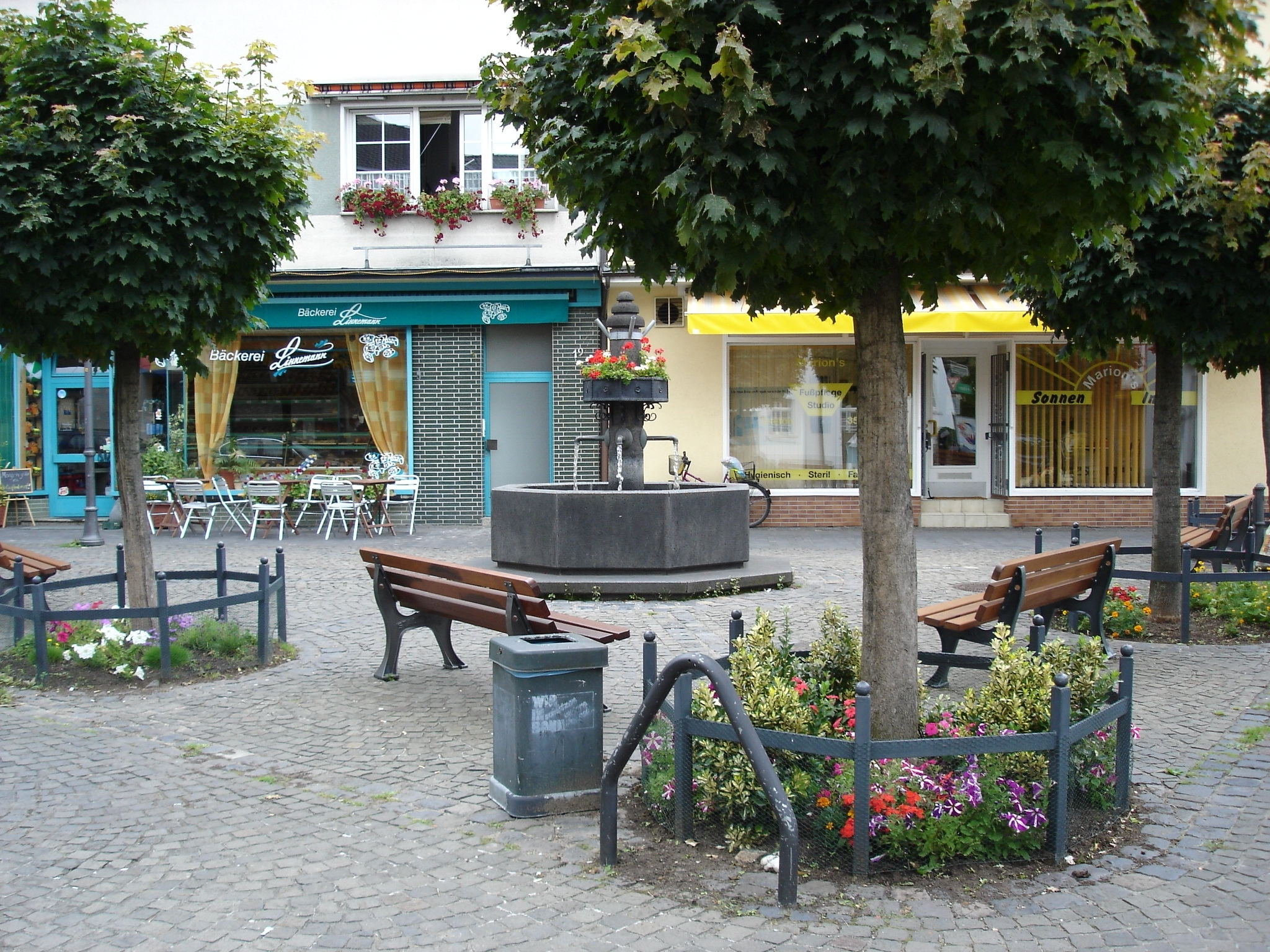
Brunnenplatz, ehemalige Lattstadt

Der Ortsteil Rüngsdorf liegt im Süden des Bonner Stadtgebiets, grenzt im Süden an Mehlem, im Südwesten an Lannesdorf, im Nordwesten an Pennenfeld, Alt-Godesberg und Godesberg-Villenviertel sowie im Norden an Plittersdorf. Er erstreckt sich von der Rheinallee im Norden bis zur Austraße im Süden, von der linken Rheinstrecke im Westen bis zum Rhein mit dem Von-Sandt- und John-J.-McCloy-Ufer im Osten.
Der statistische Bezirk Rüngsdorf 263 hat ähnliche Grenzen. Rüngsdorf ist auch Teil des sogenannten Rheinviertels.
Rüngsdorf ist eine von Villen durchzogene bevorzugte Wohngegend.

## Geschichte
Keramikfunde aus der Eisenzeit, Dachziegel aus römischer Zeit und die Überreste eines Holzpfostenhauses weisen auf eine frühe Besiedlung in der Umgebung Rüngsdorfs hin. Entlang der heutigen Ubierstraße und Konstantinstraße verlief in römischer Zeit eine Heerstraße entlang des Rheins. Diese Verbindung, ausgehend vom Römerplatz nach Norden Römerstraße und nach Süden, hieß bis 1969 Heerstraße. Die Lage am vor Hochwasser geschützten linken Hochufer des Rhein und an der Hauptverkehrsachse der Region begünstigten die Landwirtschaft und den Anbau von Wein und führten zur Ansiedlung Rüngsdorfs.
Der Ort wurde am 7. März 804 erstmals in einer Lehnsurkunde erwähnt. Der damalige Name war Rinnigiso Villa, was etwa als Hof des Rinnigis zu übersetzen ist und ortsnamenskundlich in die Zeit der Fränkischen Landnahme verweist. Durch archäologische Ausgrabungen im Jahr 2015 konnte eine merowingerzeitliche Siedlung des 6. Jahrhunderts in Rüngsdorf nachgewiesen werden.
Im Hochmittelalter wird im nun als Rynipstrop bezeichneten Ort eine Kirche erwähnt. Bis zur Eingliederung in die Stadt Godesberg (später Bad Godesberg) im Jahr 1899 war Rüngsdorf eine selbstständige Gemeinde, die hauptsächlich von der Landwirtschaft, dem Weinbau, der Rheinschifffahrt, der Flößerei und dem Treideln lebte. Die Gemarkung Rüngsdorf in den Grenzen der ehemaligen Gemeinde besteht bis heute.
Die alte Rüngsdorfer Kirche wurde 1131 zum ersten Mal urkundlich erwähnt. Sie war der Pfarreisitz für die umgebenden Orte Plittersdorf, Schweinheim und Godesberg. Im Jahr 1671 hatte Rüngsdorf 80 Einwohner. Dank der von reichen Bürgern geschätzten Rheinlage in der ländlichen Umgebung Kölns, Bonns und Bad Godesbergs entstanden zahlreiche Landsitze und Villen, die den Ort bis 1895 auf 830 Einwohner anwachsen ließen. Die zentrale Bedeutung Rüngsdorfs in der Umgebung bis ins 18. Jahrhundert wird dadurch deutlich, dass Kinder aus Godesberg bis 1761 und aus Plittersdorf noch bis 1789 die Schule in Rüngsdorf besuchten, die sich in der Rheinstraße befand.
1890 wurde unter Bürgermeister Anton Dengler der Rüngsdorfer Friedhof angelegt.
Rüngsdorf erlangte eine weitere Bedeutung durch die Endstation der „Tauerei-Schifffahrt“. Im 19. Jahrhundert wurde von Mannheim bis Rüngsdorf ein durchgehendes Kettentau im Rhein verlegt, an dem die Schiffe sich stromaufwärts ziehen konnten. Bis 1905 blieb diese Verkehrsmethode in Betrieb und wurde dann durch die zunehmende Dampfschifffahrt abgelöst.
Durch das im Laufe des 19. Jahrhunderts schnell entstandene Villenviertel wurde Rüngsdorf nach und nach mit den Nachbargemeinden und vor allem mit Godesberg verbunden. 1899 wurden Rüngsdorf und Plittersdorf auf Drängen des Godesberger Bürgermeisters Anton Dengler durch königlichen Erlass nach Godesberg eingemeindet. Die veränderte politische Lage beeinflusste die weitere Entwicklung Rüngsdorfs: Neue Einkommensquellen und der wachsende Zuzug von gehobenen Mittelständlern, Offizieren im Ruhestand und Beamten veränderten um die Jahrhundertwende die Sozialstruktur der Gemeinde. Zur selben Zeit wurde die Rheinpromenade von Plittersdorf bis zum Rheinhotel Dreesen ausgebaut, nachdem der Lein- und Treidelpfad durch die Dampfschifffahrt an Bedeutung verloren hatte. Durch die 1891 eröffnete „Rhein-Bade- und Schwimmanstalt“, die am Rheinufer auf dem Wasser schwamm und in einem 30 Meter langen Becken das „kultivierte“ Baden im Rhein ermöglichte, stieg der Bekanntheitsgrad Rüngsdorfs als Badeort. Dies wurde durch den Bau des 18.000 Quadratmeter großen Freibads in den Jahren 1929/30 in der Rüngsdorfer Aue südlich des Rheinhotels Dreesen noch gesteigert.
In Rüngsdorf fanden zwischen dem 22. und 24. September 1938 Verhandlungen zwischen Chamberlain und Hitler statt, die schließlich am 30. September in das Münchner Abkommen mündeten.
Nachdem Bonn 1949 vorläufiger Bundessitz geworden war, siedelten sich in Rüngsdorf zahlreiche Botschaften bzw. Konsulate an. Das am Rheinufer gelegene Hotel Godesberger Hof wurde von den Alliierten beschlagnahmt und bis 1950 zum Gästehaus und Transithotel für Mitglieder der amerikanischen Hochkommission umgebaut; nach der Wiederfreigabe 1954 war es Dienstsitz verschiedener Bundesbehörden. Ein Teil der britischen Hochkommission war zunächst in der Villa Wilhelma, einer ehemaligen Fremdenpension beheimatet, die von 1935 bis 1938 von der Österreichischen Legion und anschließend von der SA und der Wehrmacht genutzt worden war. Der Ort wurde durch Siedlungen erweitert, u. a. für die Bediensteten des Postministeriums. Als 1969 Bad Godesberg mit Bonn vereinigt wurde, hatte Rüngsdorf ungefähr 6000 Einwohner.

### Einwohnerentwicklung
Die Einwohnerstatistik wird dadurch verfälscht, dass in Rüngsdorf zahlreiche Mitarbeiter der diplomatischen Vertretungen wohnhaft waren, die nicht in der offiziellen Statistik aufgeführt werden. Die tatsächliche Einwohnerzahl von 2005 liegt deshalb z. B. nicht wesentlich höher als die von 1993. Die folgende Tabelle zeigt die Einwohnerentwicklung des statistischen Bezirks Rüngsdorf nach Altersgruppen:
| Jahr | Einwohner | Alter | Alter | Alter | Alter | Alter |
| Jahr | Einwohner | 0–5   | 6–17  | 18–29 | 30–64 | ab 65 |
| ---- | --------- | ----- | ----- | ----- | ----- | ----- |
| 1993 | 6.431     | 374   | 631   | 1.013 | 2.679 | 1.734 |
| 1999 | 6.044     | 359   | 600   | 751   | 2.659 | 1.675 |
| 2005 | 6.775     | 402   | 826   | 845   | 2.828 | 1.874 |
| 2008 | 6.805     | 382   | 866   | 804   | 2.881 | 1.872 |
| 2010 | 6.949     | 413   | 888   | 837   | 2.959 | 1.852 |

## Sehenswürdigkeiten

### Alter Kirchturm

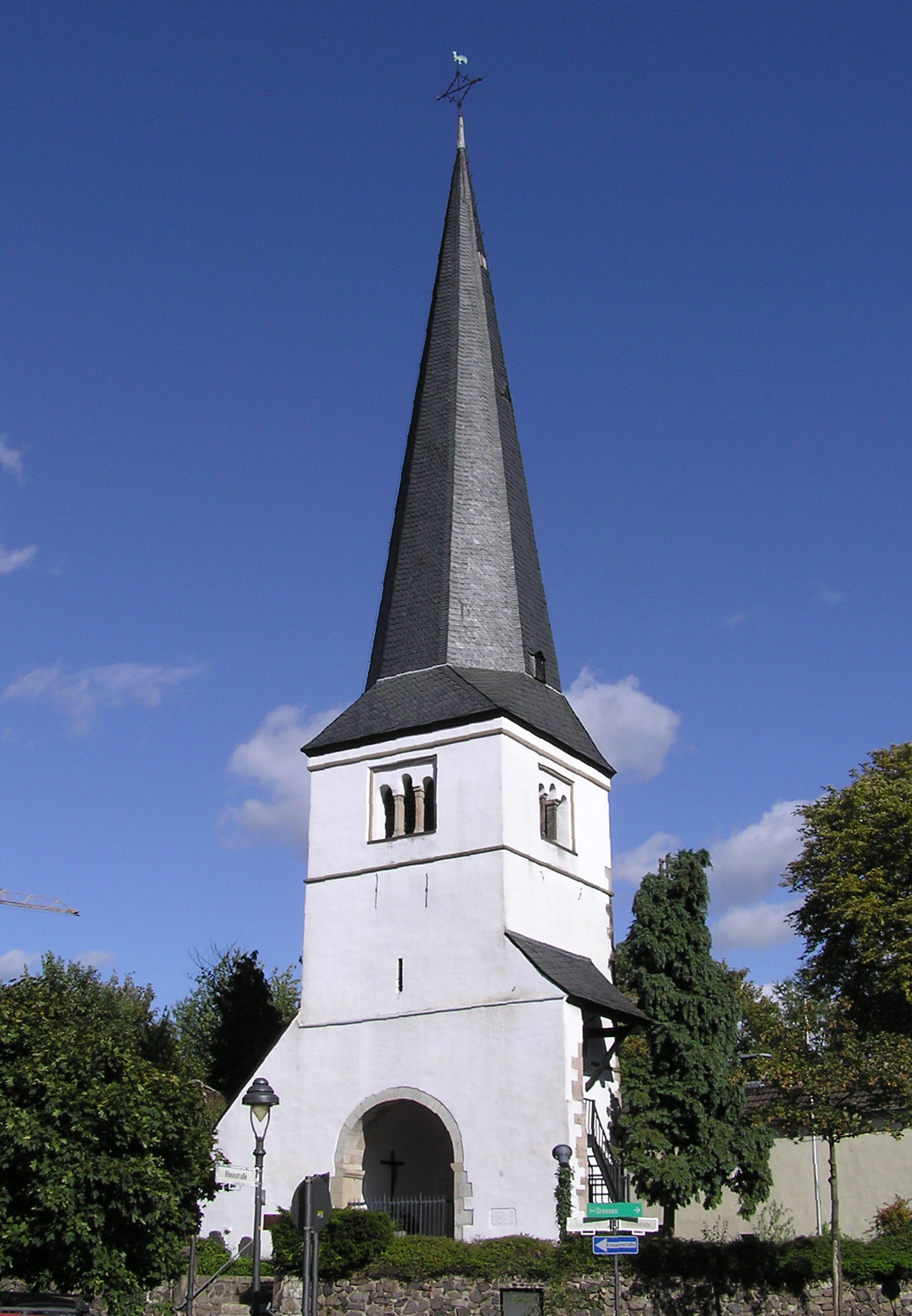
Alter Kirchturm

Die zentrale Sehenswürdigkeit Rüngsdorfs ist der alte Kirchturm, der isoliert als Überbleibsel der 1903 abgerissenen alten romanischen Kirche St. Andreas im Dorfkern steht. Der Turm ist für die Öffentlichkeit nicht regelmäßig zugänglich. Am Tag des Offenen Denkmals besteht zeitweilig die Möglichkeit, den Kirchturm zu besichtigen.

### Marienkapelle

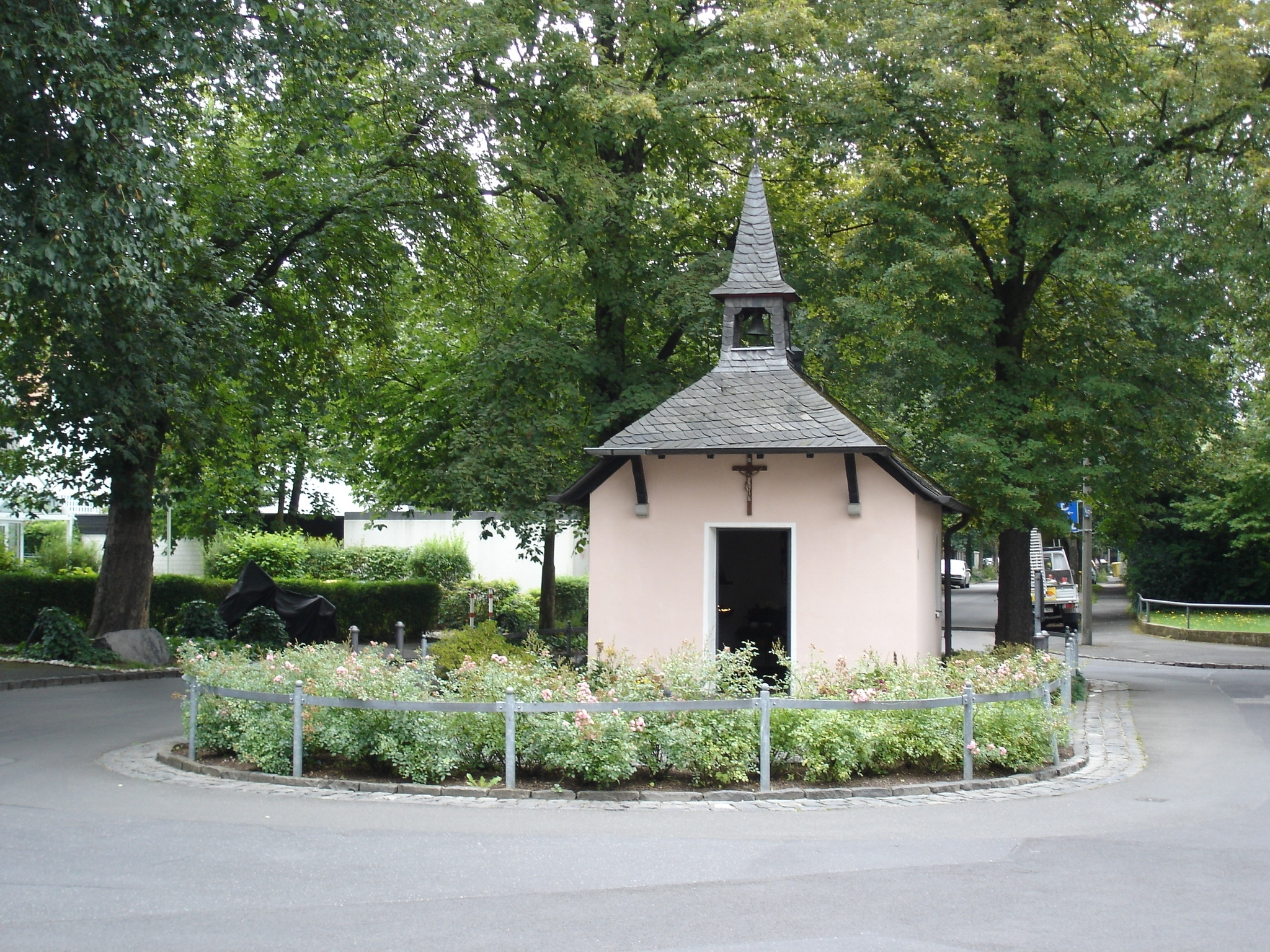
Marienkapelle

Eine weitere Sehenswürdigkeit ist die Marienkapelle in der Mitte der Kreuzung zwischen Rolandstraße und Kapellenweg. Ihre genaue Entstehungszeit ist umstritten. Es gibt Vermutungen, dass die Kapelle am Ende des 18. Jahrhunderts entstand. Zu Beginn stand die Kapelle noch im offenen Feld. Sie wurde 1986/87 renoviert und unter Denkmalschutz gestellt. 1993 bis 1997 wurde der Vorplatz der Kapelle durch eine Initiative des Ortsausschusses ausgebaut, finanziert durch die Stadt, die Kirchengemeinde und Spenden der Bürger.
In der Kapelle befanden sich früher die Rüngsdorfer Madonna und zahlreiche Votivtafeln. Die Skulptur ist in zahlreiche reich bestickte Gewänder gehüllt. Man entdeckte 1972 unter den Gewändern eine wertvolle gotische Originalskulptur aus Eichenholz. Nach ihrer Restaurierung durch das Rheinische Amt für Denkmalpflege wurde die Madonna in der Pfarrkirche aufgestellt.

### Rheinhotel Dreesen

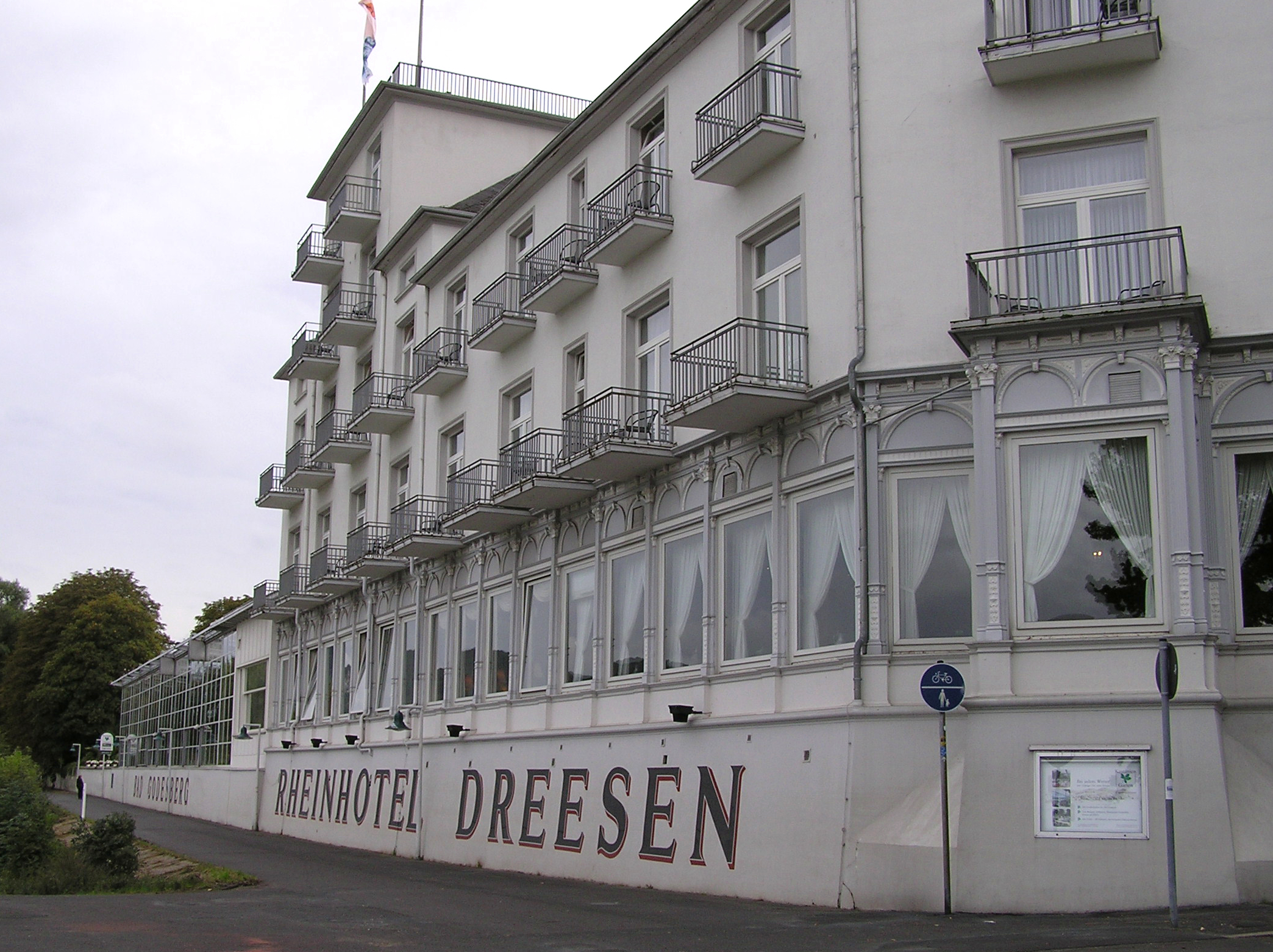
Das Rheinhotel Dreesen

Das am Rhein liegende Hotel der Rüngsdorfer Gastwirtfamilie Dreesen aus dem Jahr 1893 ist ein renommiertes Hotel mit geschichtlicher Bedeutung. Der imposante Bau mit einer Fassade mit Jugendstilelementen, der vor allem aus dem zweiten Bauabschnitt des Jahres 1900 stammt, liegt unmittelbar am Rhein. Zahlreiche bedeutende Personen aus Politik und Unterhaltung kehrten dort ein. Im September 1938 verlegte Adolf Hitler, der mehrmals Gast des Hotels war, die Verhandlungen zur Klärung der Sudetenfrage mit dem britischen Premierminister Chamberlain ins Hotel Dreesen. 1934 erhielt die Terrasse eine damals weltweit einmalige Glasüberdachung.
Während und nach dem Zweiten Weltkrieg wurde das Hotel von verschiedenen Nationen beschlagnahmt und als Hauptquartier, Bürogebäude oder Repräsentanz genutzt. Seit 1952 wird es von der Familie Dreesen wieder als Hotel genutzt und erfuhr als beliebter Konferenz- und Tagungsort einen neuen Aufschwung.

### Schloss Deichmannsaue

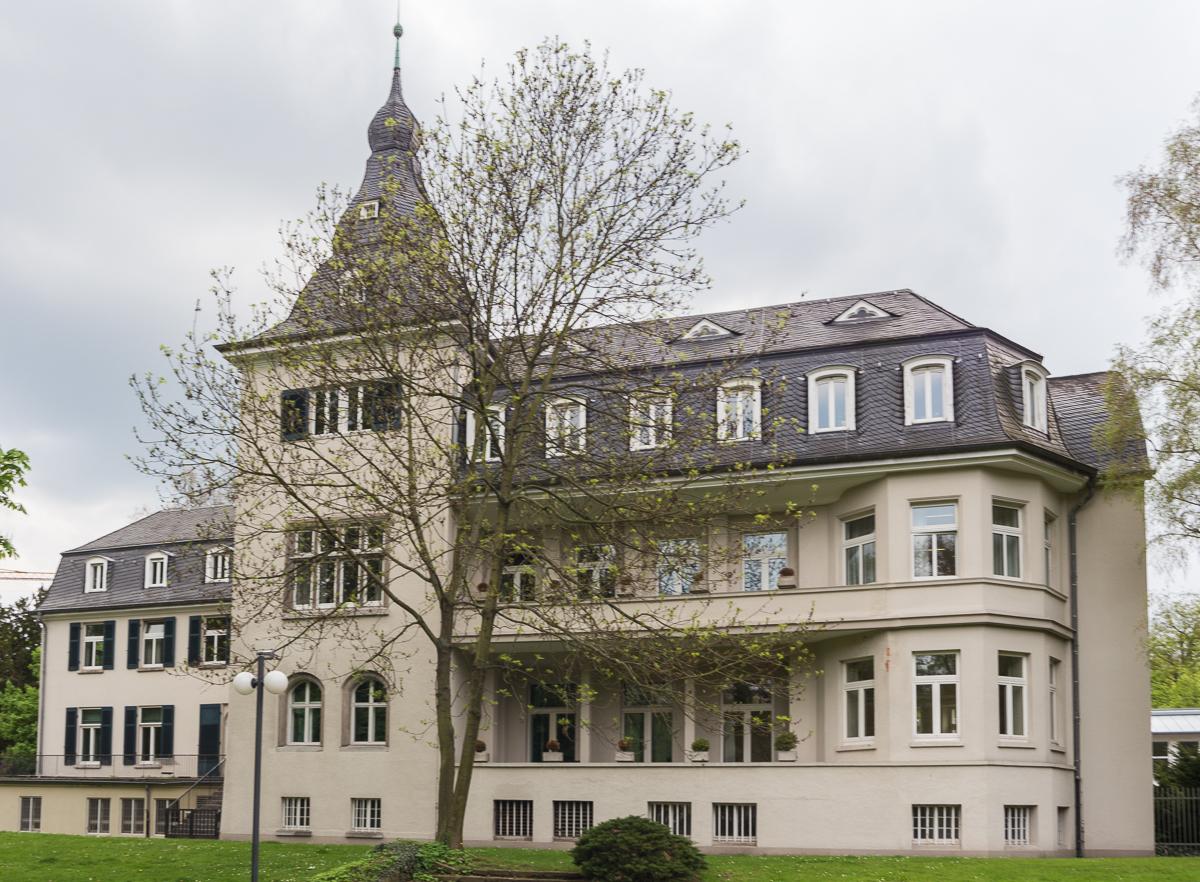
Schloss Deichmannsaue

In der Deichmanns Aue steht das erstmals 1662 als „Auerhof“ erwähnte Schloss Deichmannsaue. Es befand sich seit 1836 im Besitz der Bankiersfamilie Deichmann. 1910 wurde das Hauptgebäude neugebaut und 1941 an die Wehrmacht verkauft. Nach dem Zweiten Weltkrieg wurde es zuerst von den belgischen Truppen genutzt, bevor es 1949 Sitz des amerikanischen Hohen Kommissars und 1955 der US-Botschaft wurde. Nach dem Regierungsumzug infolge des Hauptstadtbeschlusses wird das Schloss mit seinen Erweiterungsgebäuden von Bundesbehörden (vom Bundesamt für Bauwesen und Raumordnung, seit 2005 zudem von der Bundesanstalt für Landwirtschaft und Ernährung) genutzt.

### Weitere Sehenswürdigkeiten
Rüngsdorf hat eines der größten Freibäder von Bonn, direkt am Rhein gelegen mit Blick auf das gegenüber liegende Siebengebirge. Das Bad wurde 1930 erbaut und nach umfangreichen Modernisierungsarbeiten 1993 wiedereröffnet. Die Hildegardkirche stammt aus den 1960er Jahren und steht seit dem Jahr 2006 unter Denkmalschutz; die Erlöserkirche wurde 1880 eingeweiht und ist ebenfalls denkmalgeschützt.

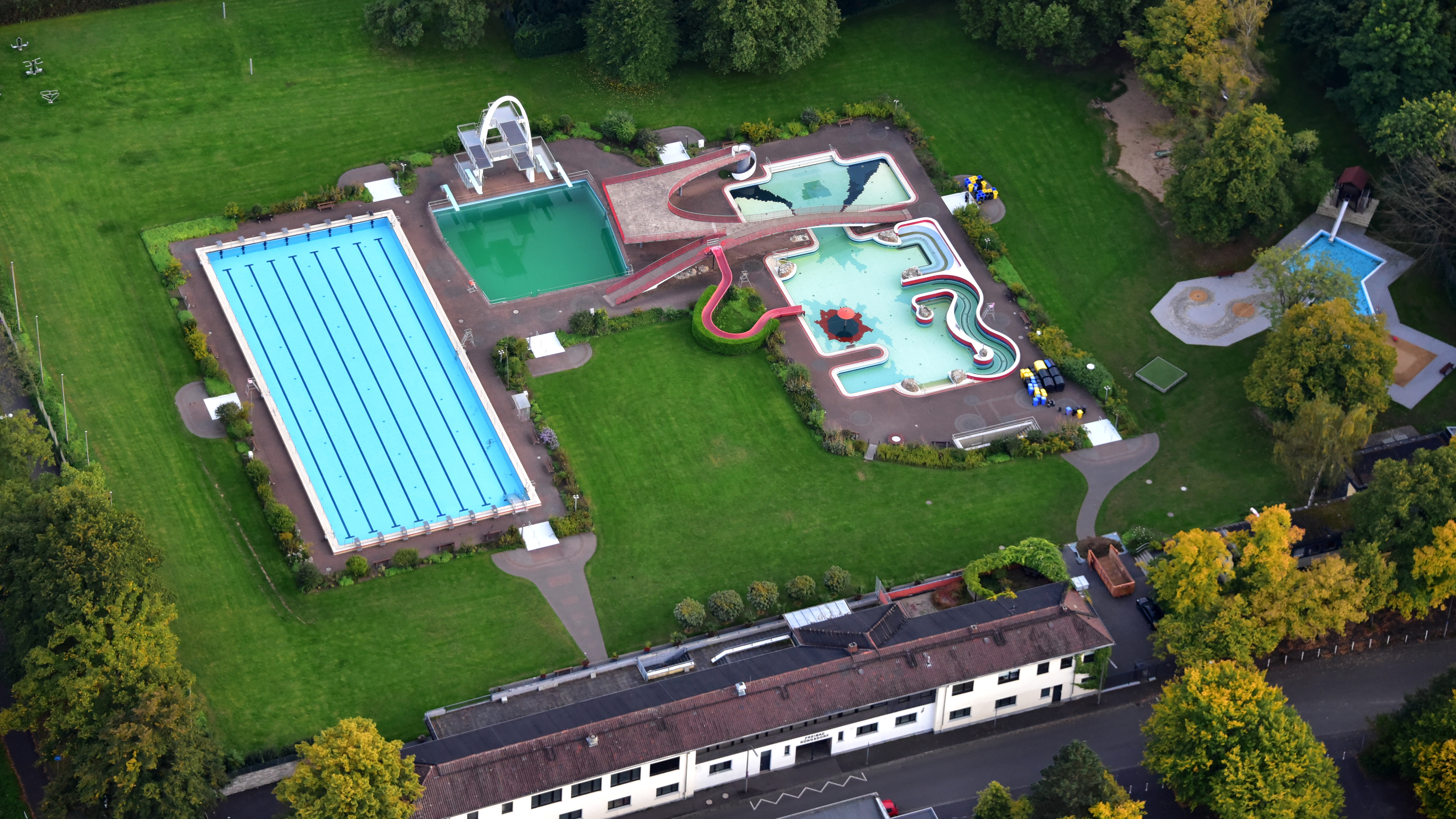
Panoramabad, Luftaufnahme (2017)

## Wirtschaft
Rüngsdorf ist mit 410 Euro pro Quadratmeter erschlossenem Bauland die teuerste Wohnlage Bonns.

## Verkehr

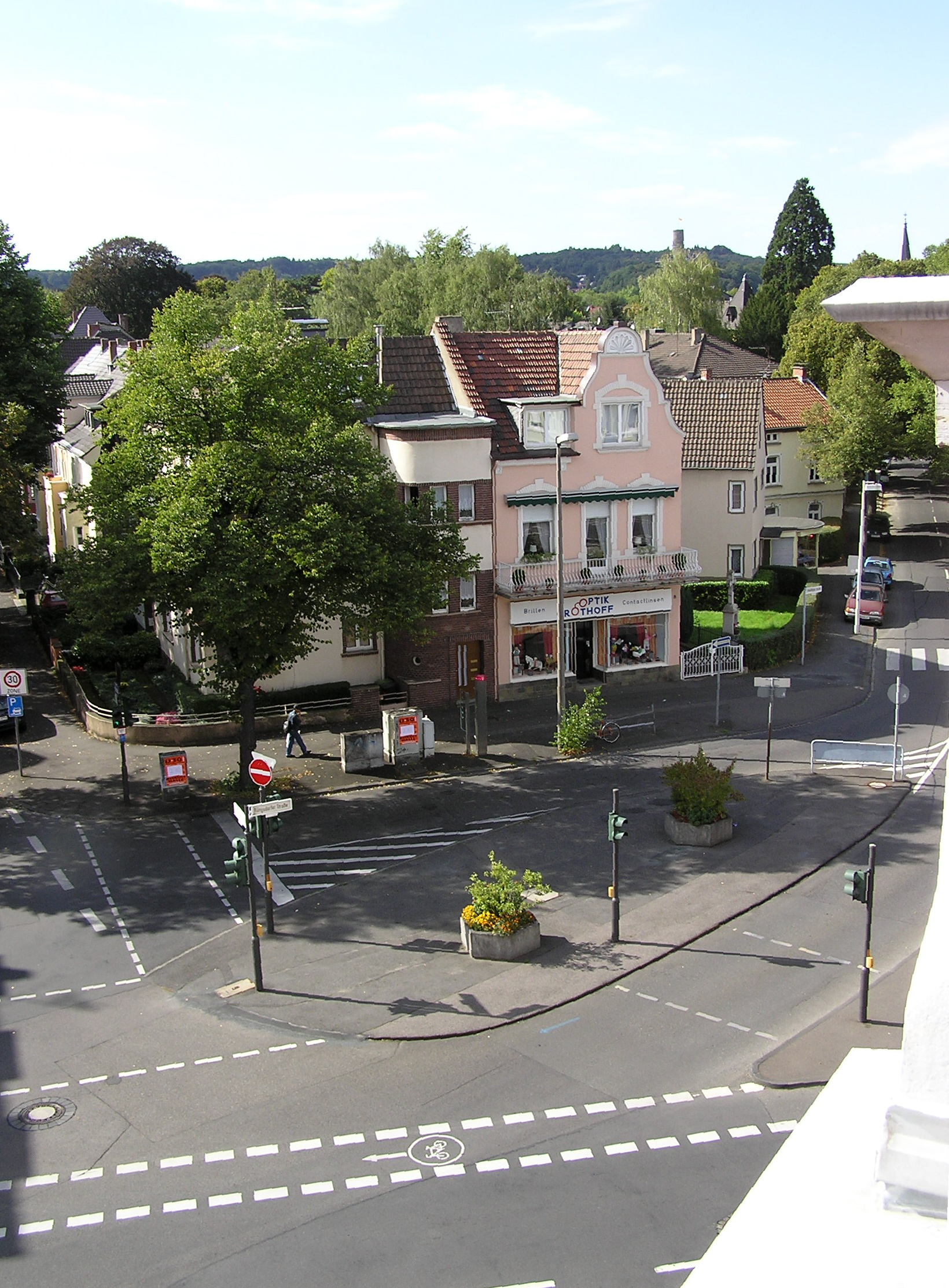
Römerplatz

Die Durchgangslage am Rhein und die Nähe zu Bonn und Bad Godesberg haben zu verschiedenen Verkehrsachsen in Rüngsdorf geführt. Wichtigste Achse ist die Nord-Süd-Verbindung, die von der Ubierstraße nach Norden und der Konstantinstraße nach Süden gebildet wird. Beide Straßen treffen sich im Norden Rüngsdorfs am Römerplatz, von dem aus die weiteren wichtigen Achsen ausgehen. Die Bedeutung dieser Straße hat durch die Eröffnung des Straßentunnels der B 9 1999 und des Platzes der Vereinten Nationen leicht abgenommen.
Der Ortskern liegt östlich des Römerplatzes und wird über die Rheinstraße, eine der ältesten Straßen des Ortes, erreicht. Nach Bad Godesberg zweigt die Rüngsdorfer Straße vom Römerplatz ab. Am westlichsten Punkt Rüngsdorfs führt eine Unterführung unter der linksrheinischen Bahnstrecke, die die westliche Grenze des Ortes bildet, nach Bad Godesberg. Die Koblenzer Straße, die parallel auf der gegenüberliegenden Bahnlinienseite verläuft, überquert im Süden Rüngsdorfs die Trasse und führt als Mainzer Straße nach Mehlem.

### Eisenbahn
Anders als Mehlem hat Rüngsdorf keine eigene Bahnhaltestelle an der linken Rheinstrecke. Der Mehlemer Bahnhof liegt jedoch direkt an der südlichen Ortsteilgrenze. Der Bad Godesberger Bahnhof mit seiner angeschlossenen, unterirdischen Stadtbahn-Station befindet sich direkt an der nordwestlichen Ortsteilgrenze und ist schnell erreichbar. Beide Bahnhöfe können über die zentral durch Rüngsdorf verlaufenden Buslinien 613 und 615 erreicht werden. Im Süden verläuft zusätzlich die Buslinie 857 und verbindet Bad Godesberg und Muffendorf mit Mehlem über die Stationen Deichmanns Aue und Mehlem Bahnhof.

### Autofähren

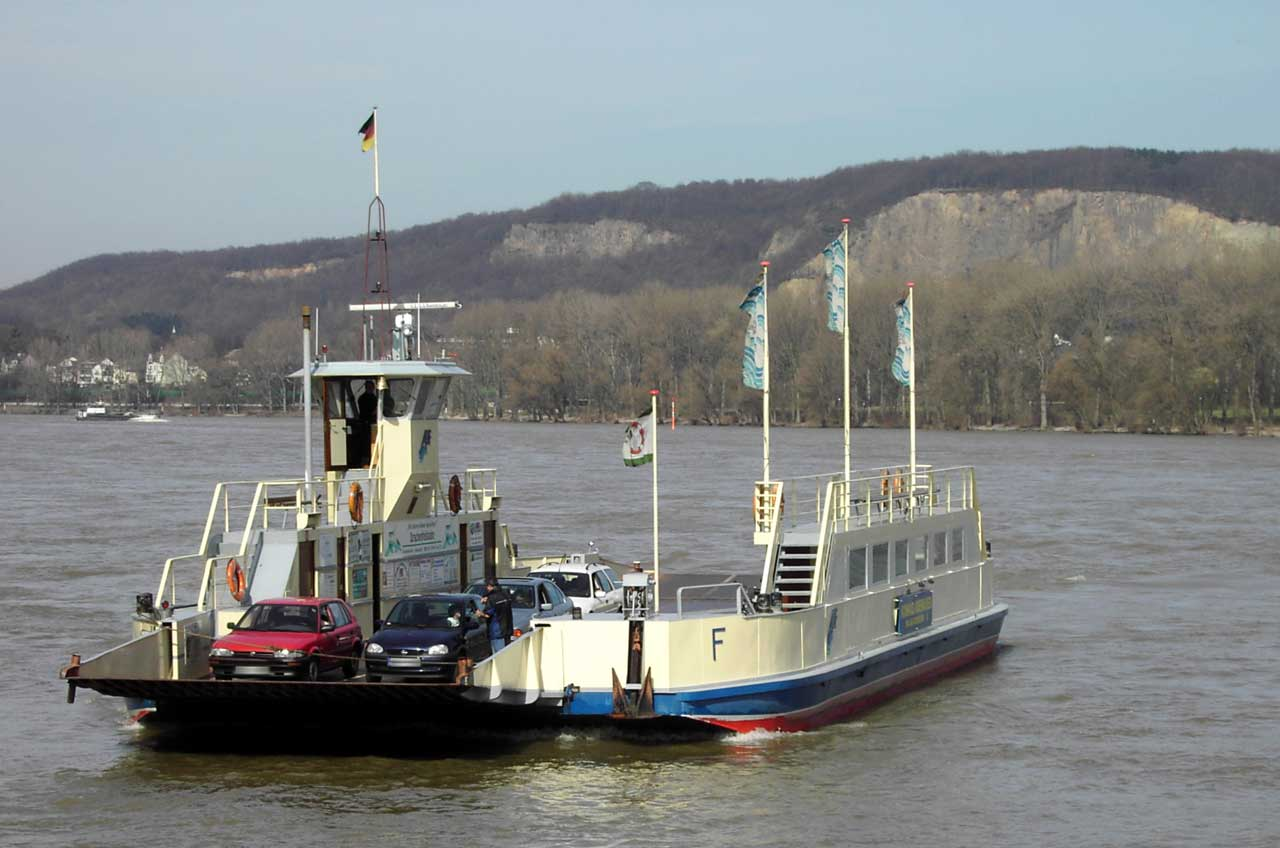
Autoschnellfähre Bad Godesberg–Niederdollendorf

An der nördlichen und südlichen Grenze des Ortsteils gibt es Autofähren, die Fußgänger, Radfahrer und Autos über den Rhein bringen. Besonders an Wochenenden und Feiertagen sowie abends werden sie von vielen Fußgängern und Radfahrern genutzt. Wochentags sind es in erster Linie Pendler.
Die nördliche Rheinfähre Bad Godesberg-Niederdollendorf an der Bastei setzt nach Niederdollendorf über und ist über die Buslinie 855 direkt und mit einem Fußweg von fünf Minuten auch über die Buslinie 610 und 615 (Haltestelle Otto-Kühne-Schule) erreichbar.
Die südliche Rheinfähre Königswinter wird von der Buslinie 612 angefahren und kann über die Austraße direkt oder mit einem Fußweg von fünf Minuten auch über die Linien 613 und 615 sowie dem Mehlemer Bahnhof erreicht werden. Ihr Ziel ist Königswinter.

### Straßenbahn und Busse
Rüngsdorf wird durch zwei in Nord-Süd-Richtung verlaufende Buslinien erschlossen:
- Linie 613   Bad Godesberg Bf/Rheinallee – Rüngdorfer Str. – Konstantinstr. – (Mainzer Str. – Oberaustr.)
- Linie 615  (Evangelisches Krankenhaus – Waldstr. – Venner Str. – Bad Godesberg Innenstadt) – Bad Godesberg Bf/Rheinallee – Rheinallee – Ubierstr. – Konstantinstr. – (Mainzer Str. – Oberaustr.)

Die heutige Linie 613 ersetzt seit den 1970er Jahren die Straßenbahn, die früher von Bonn kommend über Bad Godesberg (Rheinallee) weiter über die Rüngsdorfer Straße, Römerplatz, Konstantinstraße und Mainzer Straße bis zur damaligen Endhaltestelle Mehlem Drehholzstraße fuhr, bis sie wegen eines schweren Unfalls stillgelegt worden ist.
Darüber hinaus wird der Stadtteil Rüngsdorf von folgenden weiteren Buslinien tangiert:
- Linie 610  (Heiderhof – Muffendorf – Bad Godesberg Innenstadt) – Bad Godesberg Bf/Rheinallee – Rheinallee – (Ubierstr. – Mittelstr. – Rheinaue – Post Tower – Heussallee/Museumsmeile – UN Campus Bf – Kaiserstr. – Hauptbahnhof –  Endenicher Str. – Auf dem Hügel – Endenich Nord Bf Siemensstr. – Meßdorfer Str. – Duisdorf Bf)
- Linie 611  (Heiderhof – Muffendorf – Bad Godesberg Innenstadt) – Bad Godesberg Bf/Rheinallee – (Herz-Jesu-Kirche – Wurzerstr. – Turmstr. – Rheinaue – Post Tower – Heussallee/Museumsmeile – UN Campus Bf – Kaiserstr. – Hauptbahnhof – Endenicher Str. – Auf dem Hügel – Endenich Nord Bf – Siemensstr. – Meßdorfer Str. – Lessenich Sportplatz)
- Linie 612   Mehlem Fähre – Austr. – (Mainzer Str. – Oberaustr. – An der Nesselburg – Deutschherrenstr. – Bad Godesberg Innenstadt – Wurzerstr. – Bernkasteler Str. – Hindenburgplatz)
- Linie 846   Mehlem Bf – (Rolandswerth)
- Linie 855   Bad Godesberg Fähre – Rheinallee – (Bad Godesberg Innenstadt – Pech – Villip – Meckenheim)
- Linie 857   Bad Godesberg Bf/Rheinallee – (Bad Godesberg Innenstadt – Theodor-Heuss-Str.) – Deichmanns Aue – Mehlem Bf – (Mainzer Str. – Oberaustr. – Niederbachem – Oberbachem – Berkum – Arzdorf – Fritzdorf – Adendorf – Meckenheim)

## Öffentliche Einrichtungen

### Bundesbehörden
Im Schloss Deichmannsaue und seinen Erweiterungsbauten an der Grenze zu Mehlem hat seit 2000 das Bundesamt für Bauwesen und Raumordnung seinen Sitz, nachdem es seit 1955 Standort des Bundesbauministeriums war. Auch die US-Botschaft war dort seit 1955 in einem Erweiterungsgebäude ansässig, dieser Teil wird von ihr seit dem Bonn-Berlin-Umzug als Außenstelle genutzt und nach einer Sanierung seit 2005 von der Bundesanstalt für Landwirtschaft und Ernährung.
An der Konstantinstraße im Süden Rüngsdorf befindet sich das Bundesamt für Naturschutz, etwas weiter südlich eine Außenstelle der Kreditanstalt für Wiederaufbau.

### Botschaften
Bis zur Jahrtausendwende war das „Diplomatenviertel“ neben der US-Botschaft unter anderem auch Sitz der französischen Botschaft. Zu den zahlreichen in Rüngsdorf vertretenen Ländern gehörten des Weiteren Burkina Faso, Ghana, Italien, Mali, Nicaragua, Sierra Leone, Tschad und Uganda. Daneben befanden sich die Residenzen zahlreicher Botschafter in Rüngsdorf. Eine Außenstelle der US-Botschaft ist zurzeit die einzige diplomatische Vertretung in Rüngsdorf.

### Bildung
Im Gegensatz zu anderen Ortsteilen ist in Rüngsdorf nur die Andreasschule ansässig, eine offene Ganztagsschule mit ca. 170 Schülern; unmittelbar nördlich des Ortsteils im Godesberger Villenviertel liegt das Gymnasium Pädagogium Otto-Kühne-Schule (PÄDA). Die Internatshäuser und die Verwaltungsgebäude der Otto-Kühne-Schule liegen auf der gegenüberliegenden Straßenseite in Rüngsdorf. Daneben gibt es noch vier Kindergärten.